# Heuristik (filosofi)
Heuristik är en term inom vetenskapsteorin. Termen användes av bland andra Imre Lakatos för metodologiska regler som anger hur ett forskningsprogram bör utvecklas; detta benämns positiv heuristik. Negativa heuristik är metodologiska regler som anger vad som bör undvikas inom ett forskningsprogram.